# M'Sila (provins)

M'Silas provins i Algeriet

M'Sila (arabiska: ولاية المسيلة) är en provins (wilaya) i norra Algeriet. Provinsen har 991 846 invånare (2008). M'Sila är huvudort.

## Administrativ indelning
Provinsen är indelad i 15 distrikt (daïras) och 47 kommuner (baladiyahs).